# مقياس زمني جيولوجي

الساعة الجيولوجية: إسقاط لتاريخ الأرض 4.5 مليار عام على مدار زمني

المقياس الزمني الجيولوجي (بالإنجليزية: Geologic time scale)‏ (GTS) هو تمثيل للزمن بناءً على سجل الصخور على الأرض. يعتبر نظام تأريخ زمني يستخدم علم تاريخ طبقات الأرض (عملية ربط الطبقات بالوقت) وعلم التأريخ الجيولوجي (فرع علمي من الجيولوجيا يهدف إلى تحديد عمر الصخور). يستخدمه في المقام الأول علماء الأرض (بما في ذلك الجيولوجيون وعلماء الحفريات وعلماء الجيوفيزياء وعلماء الكيمياء الجيولوجية وعلماء المناخ القديم) لوصف التوقيت وعلاقات الأحداث في التاريخ الجيولوجي. تم تطوير المقياس الزمني من خلال دراسة طبقات الصخور ومراقبة علاقاتها وتحديد السمات مثل الخصائص الحجرية والمغناطيسية القديمة والحفريات. تقع مسؤولية تعريف الوحدات الدولية الموحدة للزمن الجيولوجي على عاتق اللجنة الدولية للطبقات (ICS)، وهي هيئة تأسيسية للاتحاد الدولي للعلوم الجيولوجية (IUGS)، والتي يتمثل هدفها الأساسي في تحديد وحدات علم الطبقات الزمني بدقة في مخطط علوم الطبقات الزمني الدولي (ICC) والتي تُستخدم لتحديد أقسام الزمن الجيولوجي. وتُستخدم أقسام علم الطبقات الزمني بدورها لتحديد وحدات علم الزمن الجيولوجي.
بينما لا تزال بعض المصطلحات الإقليمية قيد الاستخدام، فإن جدول الزمن الجيولوجي يتوافق مع التسمية والأعمار وأكواد الألوان التي وضعتها اللجنة الدولية للطبقات.

## المبادىء
المقياس الزمني الجيولوجي هو وسيلة لتمثيل الزمن السحيق استنادًا إلى الأحداث التي وقعت طوال تاريخ الأرض، وهي فترة زمنية تبلغ حوالي4.54 ± 0.05 مليار سنة. وهو ينظم الطبقات، ثم الزمن تنظيما زمنيا، من خلال ملاحظة التغيرات الأساسية في الطبقات التي تتوافق مع الأحداث الرئيسية كان جيولوجية أو أحفورية. على سبيل المثال، يمثل حدث انقراض العصر الطباشيري الباليوجيني الحد الأدنى لنظام/عصر الباليوجيني وبالتالي الفاصل بين نظامي/عصري الطباشيري والباليوجيني. بالنسبة للتقسيمات السابقة للعصر الكريوجيني، فإنه يتم استخدام تعريفات حدودية رقمية تحكمية (العمر الطبقي القياسي العالمي، GSSA) لتقسيم الزمن الجيولوجي. وقد تم تقديم مقترحات للتوفيق بشكل أفضل بين هذه التقسيمات وسجل الصخور.
تاريخيًا، تم استخدام المقاييس الزمنية الجيولوجية الإقليمية بسبب الاختلافات في دراسة الطبقات الصخرية والحيوية حول العالم في الصخور المثيلة زمنيًا. عملت اللجنة الدولية للطبقات خلال فترة طويلة لتوافق بين المصطلحات المتضاربة من خلال توحيد المصطلحات ذات الأهمية العالمية والطبقات الأفقية القابلة للتحديد والتي يمكن استخدامها لتعيين الحدود الدنيا لوحدات تاريخ طبقات الأرض. وتعريف وحدات تاريخ طبقات الأرض بهذه الطريقة يسمح باستخدام تسمية عالمية موحدة. ويمثل مخطط علوم الطبقات الزمني الدولي (ICC) هذا الجهد المستمر.
تستخدم العلاقات النسبية للصخور لتحديد مواقعها تاريخ طبقاتها المبادئ الأساسية التالية:
- التراكب - تتواجد طبقات الصخور الأحدث فوق طبقات الصخور الأقدم ما لم يتم قلب السلسلة.
- الأفقية - تترسب جميع طبقات الصخور في الأصل أفقياً.[ا]
- الاستمرارية الجانبية - تمتد طبقات الصخور المترسبة في الأصل جانبيًا في جميع الاتجاهات حتى تقل أو تنقطع بواسطة طبقة صخرية مختلفة.
- التعاقب البيولوجي (حيثما ينطبق ذلك) - ينص هذا على أن كل طبقة في التعاقب تحتوي على مجموعة مميزة من الحفريات. وهذا يسمح بربط الطبقات حتى عندما لا يكون الأفق بينهما متصلاً.
- علاقات القاطع والمقطوع - يجب أن تكون السمة الصخرية التي تتقاطع مع سمة أخرى أحدث من الصخرة التي تتقاطع معها.
- الاشتمال - يجب أن تكون الشظايا الصغيرة من نوع واحد من الصخور ومدمجة في نوع ثانٍ من الصخور قد تشكلت أولاً، وتم تضمينها عند تشكل الصخرة الثانية.
- العلاقات في عدم التوافقات - السمات الجيولوجية التي تمثل فترات التآكل أو عدم الترسيب، تشير إلى عدم استمرار ترسب الرواسب.

## المصطلحات
ينقسم المقياس الزمني الجيولوجي إلى وحدات تاريخية طبقية ووحدات زمنية جيولوجية مقابلة لها. وتتمثل هذه الوحدات في مخطط علوم الطبقات الزمني الدولي التي تنشرها اللجنة الدولية للطبقات؛ ومع ذلك، لا تزال المصطلحات الإقليمية مستخدمة في بعض المناطق.
تاريخ طبقات الأرض هو أحد عناصر علم الطبقات الذي يتعامل مع العلاقة بين الأجسام الصخرية والقياس النسبي للزمن الجيولوجي. وهي العملية التي يتم فيها تحديد الطبقات المميزة بين طبقات افقية محددة لتمثيل فترة نسبية للزمن الجيولوجي.
وحدة تاريخ طبقات الأرض هي كتلة من الصخور، متعددة أو غير متعددة الطبقات، يتم تحديدها بين طبقات أفقية محددة تمثل فترات زمنية جيولوجية محددة. وهي تشمل جميع الصخور التي تمثل فترة زمنية جيولوجية محددة، وهذه الفترة الزمنية فقط. والوحدات التالية :
- طبقة دهر (Eonothem)
- طبقة حقبة (Erathem)
- نظام (System)
- نظيمة (Subseries)
- نسق (Series)
- مرحلة (Stage)
- مُرَيْحِلَة (Substage)

```
تعتبر وحدات زمنية طبقية هرمية.
[
11
]
```

علم الزمن الجيولوجي هو الفرع العلمي للجيولوجيا الذي يهدف إلى تحديد عمر الصخور والحفريات والرواسب إما عن طريق الوسائل المطلقة (مثل التأريخ الإشعاعي) أو الوسائل النسبية (مثل الموضع الطبقي، والمغناطيسية القديمة، ونسب النظائر المستقرة).
وحدة الزمن الجيولوجي هي قسم فرعي من الزمن الجيولوجي. وهي تمثل رقم لخاصية غير ملموسة (الزمن). والوحدات التالية:
- دهر (Eon)
- حقبة (Era)
- عصر (Period)
- فترة (Epoch)
- تحت فترة (Subepoch)
- حين (Age)
- تحت حين (Subage)

هي وحدات جيولوجية زمنية هرمية.
قياس الزمن الأرضي هو مجال من علم الزمن الجيولوجي الذي يقيس الزمن الجيولوجي رقميًا.
نقطة ومقطع الطراز الطبقي الحدي العالمي (GSSP) هي نقطة مرجعية متفق عليها دوليًا على قطاع طبقي يعرّف الحدود الدنيا للمراحل على مقياس الزمن الجيولوجي. (تم استخدام هذا مؤخرًا لتحديد قاعدة النظام)
العمر الطبقي القياسي العالمي (GSSA) هي فقط نقطة مرجعية رقمية زمنية تستخدم لتحديد قاعدة الوحدات الجيولوجية الزمنية قبل العصر البارد. وهذه النقاط محددة اعتباطيًّا. ويتم استخدامها عندما لم يتم تحديد "نقطة ومقطع الطراز الطبقي الحدي العالمي". والبحث جار لتحديد "نقاط ومقاطع الطراز الطبقي الحدي العالمي" لقاعدة جميع الوحدات التي يتم تحديدها حاليًا بواسطة "الأعمار الطبقية القياسية العالمية".
يمكن للتمثيل الرقمي (مقياس الزمن الجيولوجي) لوحدة الزمن الجيولوجي أن يتغير، وهو أكثر عرضة للتغيير عندما يعمل علم الزمن الجيولوجي على تحسين المقياس الزمني الجيولوجي، في حين تظل الوحدة الزمنية الطبقية المكافئة كما هي، وتعديلها أقل شيوعًا. على سبيل المثال، في أوائل عام 2022، تمت تعديل الحدود بين العصرين الإدياكاري والكمبري (الوحدات الزمنية الجيولوجية) من 541 مليون سنة إلى 538.8 مليون سنة مضت، لكن التعريف الصخري للحدود نقطة ومقطع الطراز الطبقي الحدي العالمي (GSSP) عند قاعدة الكمبري، وبالتالي فإن الحدود بين النظامين الإدياكاري والكمبري (الوحدات الزمنية الجيولوجية) لم تتغير، فقط تم تحسين المقياس الزمني الجيولوجي.
القيم العددية في مخطط علوم الطبقات الزمني الدولي (ICC) ممثلة بوحدة (Ma) "مليون سنة"، أي أن 201.4 ± 0.2 مليون سنة هو الحد الأدنى للعصر الجوراسي، والذي تم تعريفه بأنه 201,400,000 سنة مع شك يبلغ 200,000 سنة. وحدات البادئة (سوابق SI) الأخرى التي يستخدمها الجيولوجيون بشكل شائع هي (Ga) "مليار سنة"، و(ka) "ألف سنة"، وغالبًا ما تمثل الأخيرة بوحدات مدرجة (قبل الحاضر).

## عرض الأدلة المنطقية
تشير الأدلة المستمدة من التأريخ الإشعاعي إلى أن عمر الأرض يبلغ نحو 4.54 مليار سنة. تم تنظيم الزمن السحيق من تاريخ الأرض في وحدات مختلفة وفقا للأحداث التي جرت. عادة ما يتم تحديد فترات زمنية مختلفة ضمن التوقيت الجيولوجي من خلال التغييرات الحاصلة خلالها في تكوين الطبقات والتي تشير إلى الأحداث الجيولوجية أو الحيوية الكبرى مثل الانقراض الكبير. على سبيل المثال: تعرف الحدود بين العصر الطباشيري وعصر الباليوجين من خلال حدث انقراض العصر الطباشيري - الباليوجين، والذي مثّل زوال الديناصورات غير الطائرة والعديد من مجموعات الحياة الأخرى. يتم تحديد فترات زمنية أقدم تسبق السجل الأحفوري الموثوق (قبل دهر الطلائع) بحسب العمر المطلق.
غالبًا ما تختلف الوحدات الجيولوجية لنفس الوقت ضمن أجزاء مختلفة من العالم وتحتوي أيضا على مستحاثات مختلفة، لذلك أعطيت نفس الفترة الزمنية أسماء مختلفة في لغات مختلفة. على سبيل المثال: يُطلق على العصر الكمبري في أمريكا الشمالية (سلسلة واوكوبان) والتي تنقسم إلى مناطق تعتمد على تعاقب مفصليات ثلاثية الفصوص. تنقسم الوحدة نفسها في شرق آسيا وسيبيريا إلى مراحل أليكسيان وأتبانيان وبوتمان. يتمثل أحد الجوانب الرئيسية لعمل اللجنة الدولية لعلم طبقات الأرض في التوفيق بين هذه المصطلحات المتعارضة وتحديد طبقات أفقية مرجعية عالمية يمكن استخدامها في جميع أنحاء العالم.
تمتلك بعض الكواكب والأقمار الأخرى في النظام الشمسي هياكل صلبة بما يكفي للحفاظ على سجلات تاريخها مثل الزهرة والمريخ والقمر الأرضي. لا تحافظ الكواكب السائلة (مثل عمالقة الغاز) على تاريخها بطريقة مماثلة. وبصرف النظر عن القصف الثقيل المتأخر (الكارثة القمرية) ربما كان للأحداث على الكواكب الأخرى تأثير مباشر ضئيل على الأرض، وكانت للأحداث على الأرض تأثير ضئيل على تلك الكواكب. لذلك يعتبر إنشاء المقياس الزمني الذي يربط الكواكب أمر ذو توافق محدود مع المقياس الزمني للأرض. لا يزال وجود القصف الثقيل المتأخر وتوقيته وتأثيراته على الأرض موضع نقاش.

## تاريخ وتسميات النطاق الزمني

### التاريخ المبكر
لاحظ أرسطو (322 -384 قبل الميلاد) في اليونان القديمة أنَّ مستحاثات الصدف في الصخور تشبه تلك الموجودة على الشواطئ، واستنتج أن المستحاثات الموجودة في الصخور قد تشكلت من خلال الكائنات الحية، واستنتج أن الأرض والبحر قد تغيرا خلال فترة طويلة من الزمن. وافق ليوناردو دافنشي (1452-1519) على تفسير أرسطو بأن الحفريات تمثل بقايا الحياة القديمة.
وسّع عالم الجيولوجيا الفارسي ابن سينا في القرن الحادي عشر (توفي عام 1037) وأسقف الدومينيكان ألبيرتوس ماغنوس في القرن الثالث عشر (توفي عام 1280) تفسير أرسطو وطرحا نظرية السائل المتحجر. اقترح ابن سينا أولاً أحد المبادئ الأساسية للجداول الجيولوجية الزمنية وهو قانون تراكب الطبقات أثناء مناقشة أصول نشأة الجبال في كتابه بعنوان الشفاء (عام 1027). كما وافق عالم الطبيعة الصيني شين كو (1031- 1095) على مفهوم (الزمن السحيق).

### وضع المبادئ الأساسية
أعلن نيكولاس ستينو (1638- 1686) في أواخر القرن السابع عشر المبادئ الأساسية للجداول الزمنية الجيولوجية. وقال ستينو أن الطبقات الصخرية وضعت بشكل متتالي، وأن كل منها تمثل «شريحة» من الوقت. كما صاغ قانون التراكب الذي ينص على أن أي طبقة غالبا ما تكون أكبر من تلك الموجودة فوقها وأصغر من تلك الموجودة أسفلها. في حين تعتبر مبادئ ستينو كانت بسيطة إلا أن تطبيقها كان صعباً. تؤدي أفكار ستينو أيضًا إلى مفاهيم مهمة أخرى يستخدمها علماء الأرض اليوم مثل التأريخ النسبي. أدرك الجيولوجيون خلال القرن الثامن عشر ما يلي:
1. غالبًا ما تتآكل سلاسل الطبقات أو تتشوه أو تميل أو تنقلب بعد الترسب
2. يمكن أن تملك الطبقات التي تعود لنفس الوقت في مناطق مختلفة مظاهر مختلفة تمامًا.
3. تمثل طبقات أي منطقة جزءًا فقط من تاريخ الأرض الطويل.

### صياغة النطاق الزمني الجيولوجي
أجريت المحاولات الجادة الأولى لصياغة مقياس زمني جيولوجي يمكن تطبيقه في أي مكان على الأرض في أواخر القرن الثامن عشر. إن أكثر المحاولات تأثيرًا (التي تبناها فيرنر وغيره) هي التي قسمت صخور قشرة الأرض إلى أربعة أنواع: الأولية والثانوية والثالثية والرابعية. يُشكَّل كل نوع من الصخور بحسب هذه النظرية خلال فترة محددة من تاريخ الأرض. وهكذا كان من الممكن التحدث عن (الفترة الثالثية) وكذلك عن (الصخور الثالثية). لا يزال مصطلح الثالثية يستخدم في الواقع كاسم لفترة جيولوجية حتى القرن العشرين ويستخدم مصطلح (الرابعية) بشكل رسمي كاسم للفترة الحالية.
إن تحديد الطبقات من خلال المستحاثات التي احتوتها هي تقنية ابتكرها وليام سميث وجورج كوفيير وجان أوماليوس دالوي وألكسندر بروننيارت في أوائل القرن التاسع عشر، مكّنت علماء الجيولوجيا من تقسيم تاريخ الأرض بدقة أكبر. كما مكنتهم من ربط الطبقات عبر الحدود الدولية (أو حتى القارية). إذا احتوت طبقتان (مهما كانت المسافة بينهما أو اختلفتا في التكوين) على الحفريات نفسها فستكون هناك احتمالات كبيرة في أن تكونا تعودان لنفس الوقت. استنتجت دراسات مفصلة بين عامي 1820 و 1850 للطبقات والحفريات في أوروبا سلسلة من الفترات الجيولوجية التي لا تزال تستخدم إلى اليوم.

### تسمية الفترات الجيولوجية والعصور والعهود
سيطر علماء الجيولوجيا البريطانيون على الأعمال الأولى لتطوير المقياس الزمني الجيولوجي، وتعكس أسماء الفترات الجيولوجية تلك الهيمنة. سمي العصر الكمبري بهذا الاسم نسبة للاسم الشعبي لمدينة ويلز، وسمي كل من الأردوفيشي والسيلوري على أسماء قبائل ويلزية قديمة باستخدام تسلسلات طبقية من ويلز. كما سمي العصر الديفوني باسم مقاطعة ديفون الإنجليزية. أما العصر البيرمي فقد سمي نسبة لبيرم في روسيا.
بسبب تحديده باستخدام الطبقات الجيولوجية في تلك المنطقة من قبل عالم الجيولوجيا الأسكتلندي رودريك مورشيسون. ومع ذلك فقد حدد بعض العلماء من بلدان أخرى فترات زمنية مختلفة. سمي العصر الترياسي (الثلاثي) في عام 1834 من قبل عالم الجيولوجيا الألماني فريدريش فون ألبيرتي نسبة لثلاث طبقات مختلفة وهي الطبقات الحمر المغطاة بطبقة الطباشير ثم طبقة الصخور السوداء، والتي توجد في جميع أنحاء ألمانيا وشمال غرب أوروبا وتسمى (ترياس). سمي العصى الجوراسي من قبل عالم الجيولوجيا الفرنسي ألكساندر برونانيارت بسبب وجود الحجر الجيري البحري بشكل واسع في جبال جورا. اعتبر العصر الطباشيري فترة منفصلة لأول مرة من قبل عالم الجيولوجيا البلجيكي جان أوماليوس دالوي في عام 1822، وذلك باستخدام الطبقات الجيولوجية في حوض باريس وسمي نسبة للطبقات الواسعة من الطباشير (كربونات الكالسيوم الناتجة من أصداف اللافقاريات البحرية) الموجودة في أوروبا الغربية.
كان علماء الجيولوجيا البريطانيون أيضًا مسؤولين عن تجميع الفترات في العصور وتقسيم الفترتين الثالثة والرابعة إلى عصور. نشر جون فيليبس في عام 1841 أول مقياس زمني جيولوجي عالمي يعتمد على أنواع الحفريات الموجودة في كل عصر. ساعد مقياس فيليبس في توحيد استخدام مصطلحات مثل (حقبة الحياة القديمة) التي امتدت لتشمل فترة أكبر مما كانت عليه في الاستخدام السابق، و (حقبة الحياة المتوسطة) التي افترضها.

### تأريخ الجداول الزمنية
عندما أدرك وليام سميث والسير تشارلز ليل أن الطبقات الصخرية تمثل فترات زمنية متتالية، أدركوا أنه لا يمكن تقدير المقاييس الزمنية بشكل دقيق للغاية نظرًا لأن معدلات التغيير غير ثابتة أو مؤكدة. بينما كان أنصار نظرية الخلق يقترحون تواريخ تبلغ نحو ستة أو سبعة آلاف سنة لعمر الأرض بناءً على الكتاب المقدس كان علماء الجيولوجيا الأوائل يقترحون عمر يناهز ملايين السنين للفترات جيولوجية، وكان البعض يقترح عمرا لا حصر له للأرض. قام علماء الجيولوجيا وعلماء المستحاثات بتشكيل الجدول الجيولوجي استنادًا إلى المواضع النسبية للطبقات والمستحاثات المختلفة، وقدّروا النطاقات الزمنية بناءً على دراسة معدلات أنواع مختلفة من العوامل الجوية والتعرية والترسبات. كانت عصور مختلف طبقات الصخور وعمر الأرض موضع نقاش كبير حتى اكتشاف النشاط الإشعاعي في عام 1896 وتطوير تطبيقاته الجيولوجية من خلال التعرّف الإشعاعي على العمر خلال النصف الأول من القرن العشرين. تم نشر أول مقياس زمني جيولوجي تضمن تواريخ مطلقة في عام 1913 بواسطة عالم الجيولوجيا البريطاني آرثر هولمز. لقد عزز بشكل كبير المسار الذي تم إنشاؤه حديثًا للجيولوجيا الجغرافية ونشر كتابًا مشهور على المستوى العالمي بعنوان (عمر الأرض) حيث قدر عمر الأرض بما لا يقل عن 1.6 مليار عام.
بدأت اللجنة العالمية للطبقات في عام 1977 بإنشاء المراجع العالمية المعروفة باسم GSSP (نقطة ومقطع طبقة الحدود العالمية) للفترات الجيولوجية ومراحل حياة الحيوانات. يتوفر أيضًا نموذج لغة النمذجة الموحدة UML لكيفية بناء الجدول الزمني وربطه بمراجع نقطة ومقطع طبقة الحدود العالمية.

### الأنثروبوسين
يستخدم عدد متزايد من العلماء بالإضافة للقاعدة الشعبية مصطلح الأنثروبوسين بشكل غير رسمي للدلالة على العصر الحالي الذي نعيش فيه. صاغ المصطلح بول كروتسن ويوجين ستويرمر في عام 2000 لوصف الوقت الحالي الذي كان للبشر فيه تأثير هائل على البيئة. وقد تطور لوصف حقبة بدأت في وقت ما في الماضي وتحددها بشكل عام انبعاثات الكربون بسبب البشر وإنتاج واستهلاك السلع البلاستيكية التي بقيت في الأرض.
يقول منتقدو هذا المصطلح أنه لا ينبغي استخدامه لأنه من الصعب إن لم يكن من المستحيل تقريبًا تحديد وقت دقيق عندما بدأ البشر في التأثير على طبقات الصخور، أي تحديد بداية العصر. ويقول آخرون أن البشر لم يبدؤوا حتى الآن في ترك تأثيرهم بشكل ملحوظ على الأرض، وبالتالي فإن عصر الأنثروبوسين لم يبدأ بعد.
لم توافق اللجنة العالمية للطبقات رسميًا على المصطلح حتى سبتمبر / أيلول من عام 2015. اجتمعت مجموعة عمل عصر الأنثروبوسين في أوسلو في أبريل 2016 لتوحيد الأدلة التي تدعم اعتبار عصر الأنثروبوسين كعصر جيولوجي حقيقي. تم تقييم الأدلة وصوتت المجموعة على الموافقة على اعتبار الأنثروبوسين العصر الجيولوجي الجديد في أغسطس / آب عام 2016. إذا وافقت اللجنة الدولية لطبقات الأرض على التوصية ينبغي على الاتحاد الدولي للعلوم الجيولوجية الموافقة على الاقتراح لتبني المصطلح قبل اعتماده رسمياً كجزء من النطاق الزمني الجيولوجي.

## الجدول الزمني المقترح لعصر ما قبل الكمبري
يحتوي كتاب المقياس الزمني الجيولوجي لعام 2012 الذي نشر من قبل اللجنة العالمية للطبقات (والذي يتضمن المقياس الزمني الجديد المعتمد أيضًا) اقتراحًا لمراجعة الجدول الزمني في عصر ما قبل الكمبري ليعكس الأحداث المهمة مثل تكوين الأرض أو حدث الأكسدة العظيم بالإضافة لأحداث أخرى مع الحفاظ على معظم التسميات السابقة للفترات الزمنية.

## اقرأ أيضا
- حقبة جيولوجية
- عمر الأرض Age of the Earth
- التاريخ الجيولوجي للأرض
- تاريخ الأرض
- الثورة السيلورية الديفونية الأرضية
- العصر الحالي Anthropocene
- تسلسل زمني للانفجار العظيم
- قائمة مواقع المستحاثات List of fossil sites (مع فهرست روابط)
- حفرة ميسيل
- جيولوجيا القمر
- جيولوجيا المريخ
- تاريخ طبيعي
- الخط الزمني للتطور
- التطور
- جدول زمني لما قبل الكمبري Timetable of the Precambrian